# Vladimir Fetin
Vladimir Fetin (russisk: Владимир Александрович Фетин) (født 14. oktober 1925 i Moskva i det Sovjetunionen, død 20. august 1981 i Sankt Petersborg i Sovjetunionen) var en sovjetisk filminstruktør.

## Filmografi
- Værs'go, et stykke med sømand! (Полосатый рейс, 1961)[2][3]
- Donskaja povest (Донская повесть, 1964)
- Virineja (Виринея, 1968)
- Sladkaja zjensjjina (Сладкая женщина, 1977)
- Tajozjnaja povest (Таёжная повесть, 1979)